# Ружево (Західнопоморське воєводство)
Ружево (пол. Różewo, нім. Rosenfelde) — село в Польщі, у гміні Валч Валецького повіту Західнопоморського воєводства.
Населення — 1072 особи (2011).
У 1975-1998 роках село належало до Пільського воєводства.

## Демографія
Демографічна структура станом на 31 березня 2011 року:
|          | Загалом | Допрацездатний вік | Працездатний вік | Постпрацездатний вік |
| -------- | ------- | ------------------ | ---------------- | -------------------- |
| Чоловіки | 532     | 118                | 385              | 29                   |
| Жінки    | 540     | 124                | 334              | 82                   |
| Разом    | 1072    | 242                | 719              | 111                  |